# Eudigona chilensis
Eudigona chilensis är en mångfotingart som beskrevs av Filippo Silvestri 1903. Eudigona chilensis ingår i släktet Eudigona och familjen Eudigonidae. Inga underarter finns listade i Catalogue of Life.